# Jean-Paul Miguet
Pour l’article homonyme, voir Miguet.
Jean-Paul Miguet (Paris, 29 mars 1925 - Nantes, 24 octobre 2019,), est un relieur français.

## Biographie
Avec sa femme Colette, Jean-Paul Miguet est l'un des plus célèbres relieurs de la seconde moitié du XXe siècle.

## Travail, créations
- Reliures d’œuvres de Albert Cohen, et Proust[3]

## Collections, expositions
- Bibliotheca Wittockiana à Bruxelles
- Bibliothèque nationale de France
- Bibliothèque nationale allemande